# Anodonta
Anodonta (česky: škeble) je vědecký název pro rod mlžů z čeledi velevrubovití.

## Přehled druhů
- škeble říční Anodonta anatina Linné, 1758
- Anodonta beringiana Middendorff, 1851
- Anodonta californiensis I. Lea, 1852
- Anodonta cataracta Say, 1817
- Anodonta couperiana I. Lea, 1840
- škeble rybničná Anodonta cygnea Linné, 1758
- Anodonta dejecta Lewis, 1875
- Anodonta gibbosa Say, 1824
- Anodonta grandis Say, 1829
- Anodonta heardi M. E. Gordon and Hoeh, 1995
- Anodonta imbecillis Say, 1829
- Anodonta implicata Say, 1829
- Anodonta kennerlyi I. Lea, 1860
- Anodonta nuttalliana Lea, 1838
- Anodonta oregonensis I. Lea, 1838
- Anodonta peggyae Johnson, 1965
- Anodonta suborbiculata Say, 1831